# Winkleigh
Winkleigh – wieś i civil parish w Anglii, w Devon, w dystrykcie Torridge. W 2011 civil parish liczyła 1622 mieszkańców.
W 1942 zginął tutaj Stanisław Jarzembowski podczas ratowania załogi samolotu Bristol Beaufighter należącego do Dywizjonu 307.